# Александер Вінтон
Александер Вінтон (англ. Alexander Winton, 20 червня 1860, Гренджмут, Шотландія — 21 червня 1932, Клівленд, США) — шотландсько-американський дизайнер велосипедів, автомобілів та дизельних двигунів та винахідник. Він також був раннім автомобільним гонщиком.

## Життєпис
Александер Вінтон народився в Гренджмут, Шотландія. Його батько (також Александер) був морським інженером, а молодий Александер слідував за професією батька. Він емігрував до США в 1879 році. Протягом трьох років він працював на залізному заводі в Деламетрі, а потім два роки інженером-морським судном на океанських суднах.

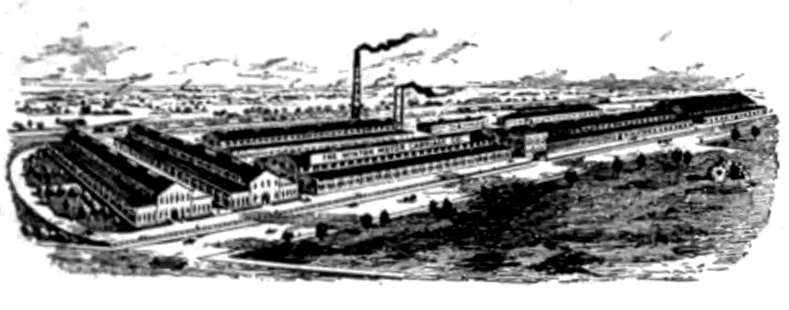
Завод Winton Motor Carriage Company займав площу 13 акрів і в 1903 році працював 1200 робітників.

У 1891 році він заснував Winton Bicycle Co., а в 1897 році — Winton Motor Carriage Company. Його машини виготовлялись на замовлення; у 1898 році він продав автомобіль за 1000 доларів. У 1901 році Генрі Форд переміг його в гонці на Гросс-Поент, штат Мічиган.
Коли він вперше розпочав виробництво автомобілів, він хотів мати можливість доставляти їх безпосередньо споживачам, не витрачаючи жодних миль на продукт. Тому він розробив автомобільний вивіз для використання своєю компанією, але незабаром продавав ці автомобільні самоскиди іншим виробникам. Це перший екземпляр напівпричепа для вантажних автомобілів.
Компанія Winton Motor Carriage Company швидко зростала після рубежу ХХ століття. У 1902 році було побудовано три будинки, а в 1903 році було додано ще чотири. У 1903 році в компанії працювало 1200 робітників.
Вінтон був важливим членом Асоціації ліцензованих виробників автомобілів (ALAM), організації, яка спочатку була створена для оскарження судових процесів молодої автомобільної промисловості Джорджем Б. Селденом та компанією Electric Vehicle Company.
Вінтон був плідним винахідником, маючи понад 100 патентів у галузі автомобілів та двигунів. Він також мав кілька важливих винаходів для велосипедів. Він був відомий тим, що дозволяв вільне користування своїх патентів, коли стосувалося питання безпеки.

### Гоночна кар'єра

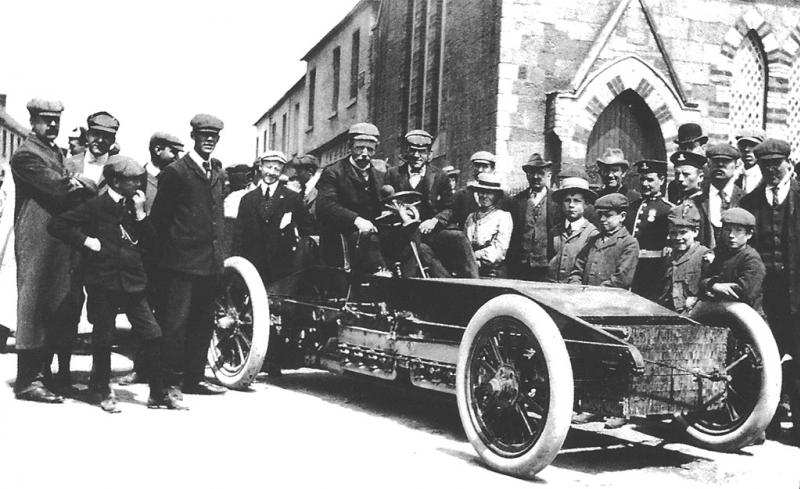
Вінтон на гонці трофея Гордона Беннета в 1903 році в Еті, Ірландія

Вінтон був піонером у визнанні того, що гоночні змагання були основним засобом просування його автомобільного бізнесу, як завдяки громадській увазі, яку ці гонки привернули, так і зосередженню на технічних інноваціях. Однією з його перших знаменитих гонок була гонка проти Генрі Форда, яку він програв у 1901 році. У 1902 році він побудував перший із трьох нестандартних гоночних автомобілів, усі три яких назвав «Кулею». Куля № 1 стала першим автомобілем, який виграв санкціоновану гонку на Дейтона-Біч, штат Флорида. Куля № 2 була побудована на Кубок Гордона Беннета в Ірландії в 1903 році. Це був один з перших 8-циліндрових автомобілів, коли-небудь побудованих. Він зазнав механічних труднощів і не завершив гонку, хоча після повернення до Сполучених Штатів Барні Олдфілд досягнув до майже рекордних 80 миль на годину (130 км/год) у Дейтоні. Вінтон пішов з гонок, але побудував «Кулю № 3», якою Олдфілд мчався по Сполучених Штатах у своїй знаменитій кар'єрі.

## Особисте життя
У 1883 році він одружився з Джені Мюїр МакГлашан (померла в 1903 році); у них було шестеро дітей: Гелен, Джеймс, Агнес, Дженні, Кетрін та Александр. Він одружився з ЛаБел Макглашан (померла у 1924 р.) у 1906 р .; у них народилося двоє дітей: ЛаБел і Кларіс. Він одружився з Меріон Кемпбелл у 1927 році та розлучився у 1930 році; а в 1930 році одружився з Мері Елен Евері.

## Спадщина
Він був прийнятий до Автомобільного залу слави в 2005 році та Національного залу слави винахідників у 2006 році.
The Winton Place Condominiume в місті Лейквуд, штат Огайо був побудований в 1962 році на місці його колишнього маєтку.